# Holmesimysis nuda
Holmesimysis nuda är en kräftdjursart som först beskrevs av A. H. Banner 1948.  Holmesimysis nuda ingår i släktet Holmesimysis och familjen Mysidae. Inga underarter finns listade i Catalogue of Life.